# Moskiewski Instytut Lotniczy
Moskiewski Instytut Lotniczy (ros. Московский авиационный институт – МАИ) – radziecka uczelnia lotnicza z siedzibą w Moskwie istniejąca od 1930 roku. 

## Historia
Początki kształcenia specjalistów w zakresie lotnictwa w Rosji sięgają 1909 roku, kiedy to w Cesarskiej Moskiewskiej Szkole Technicznej rozpoczął się kurs teoretycznych podstaw lotnictwa. Z inicjatywy Borisa Juriewa w 1925 na Wydziale Mechanicznym Moskiewskiej Wyższej Szkoły Technicznej zorganizowano Wydział Aeromechaniczny. 20 marca 1930 roku Wydział ten stał się podstawą do utworzenia Wyższej Szkoły Aeromechanicznej, przemianowanej 20 sierpnia na Moskiewski Instytut Lotniczy. 
Siedziba uczelni znalazła się w budynku przy ulicy Twerskiej-Jamskiej 5. W 1931 w rozwidleniu autostrad Leningradzkiej i Wołokołamskiej rozpoczęto budowę budynków edukacyjnych, warsztatów i laboratoriów, które stały się zalążkiem obecnego kompleksu Moskiewskiego Instytutu Lotniczego. Na pierwszym roku akademickim 1930/1931 studiowali studenci wydziału lotnictwa Politechniki Leningradzkiej i Politechniki Tomskiej. Na nowej moskiewskiej uczelni istniały trzy wydziały: budowy samolotów, budowy silników i aeronautyki. W ramach kolejnych zmian strukturalnych Wydział Aeronautyki został przemianowany na Wydział Budowy Sterowców. 22 września 1932 roku ten wydziału stał się podstawą do stworzenia Moskiewskiego Instytutu Budowy Sterowców. 16 grudnia 1935 roku Instytut otrzymał imię Sergo Ordżonikidze.
Po ataku III Rzeszy na ZSRR jesienią 1941 Instytutu został ewakuowany do Ałmaty. Część studentów i nauczycieli zgłosiła się jako ochotnicy służby wojskowej i wzięli udział w ramach 18. Dywizji Milicji Ludowej w obronie Moskwy. Po odparciu niemieckiego natarcia na Moskwę 2 lutego 1942 roku w moskiewskiej siedzibie Instytutu wznowiono działalność edukacyjną. W 1945 Instytut za zasługi w czasie wojny otrzymał Order Lenina. W tym samym roku utworzono w Instytucie Katedrę Silników Specjalnych (Odrzutowych) zajmującą się badaniami i działalnością naukową w zakresie silników odrzutowych i rakietowych.
W 1956 naukowcy Instytutu wzięli udział w tworzeniu Pekińskiego Instytutu Lotnictwa. W tym samym roku rozpoczęto kolejny etap rozbudowy Instytutu, który oficjalnie zakończono w 1975 roku. W jego ramach rozbudowano bazę lokalową do 35. obiektów, w której znalazły się laboratoria dydaktyczne i badawcze. Dotychczas funkcjonujący profil uczelni ukierunkowany na technikę lotniczą i śmigłowcową ewoluował w kierunku w politechniki lotniczej kształcącej kadry z zakresu badań naukowych i projektowania z branży lotniczej, rakietowej i kosmicznej.
W 1980 roku Instytut, za swój wkład w kształcenie specjalistów, został odznaczony Orderem Rewolucji Październikowej. Instytut kontynuował działalność po rozpadzie ZSRR, a w 1993 otrzymał oficjalny status politechniki. Status narodowej uczelni badawczej otrzymał 7 października 2009 roku. 31 marca 2015 Instytut został połączony z Rosyjskim Państwowym Uniwersytetem Technologicznym.
Oddziały MIL znajdują się w obwodach moskiewskim i astrachańskim oraz także w Kazachstanie. W składzie Moskiewskiego Instytutu Lotniczego znajdują się 23 wydziały.